# Vatlandtunnel
Der Vatlandstunnel ist ein einröhriger Straßentunnel zwischen Kvinesdal und Lyngdal in der Provinz Agder. Der Tunnel im Verlauf des Europastraße 39 ist 3.184 m lang und wurde 2006 eröffnet.
In Richtung Westen folgt nach einem kurzen Einschnitt der 1.925 Meter lange Teistedaltunnel, der auf die Fedafjordbrücke führt.